# Prosopocoilus oweni femoratus
Prosopocoilus oweni femoratus es una subespecie de coleóptero de la familia Lucanidae.

## Distribución geográfica
Habita en Sabah (Malasia).